# Wereldkampioenschappen wielrennen 1930
De wereldkampioenschappen wielrennen op de weg van 1930 werden op zaterdag 30 augustus 1930 gehouden in Luik. Er kwamen 23 beroepsrenners en 22 amateurs aan de start. De amateurs vertrokken één uur later dan de profs.
De wedstrijd bij de profs werd beslist in de sprint. Alfredo Binda won vóór zijn landgenoot Learco Guerra en titelverdediger Georges Ronsse. Binda revancheerde zich zo voor zijn nederlaag tegen Ronsse in het vorige wereldkampioenschap. Het was tevens zijn tweede wereldtitel bij de profs. Alfred Hamerlinck werd achtste; de Nederlanders Joep Franssen en Bram Polak vijftiende respectievelijk zeventiende en laatste.
Bij de amateurs versloeg de Italiaan Giuseppe Martano een andere Italiaan, Eugenio Gestri en de Duitser Rudolf Risch in de spurt.

## Uitslag

### Beroepsrenners
| Wegrit |                   |          |
| Plaats | Naam              | Tijd     |
| Goud   | Alfredo Binda     | 7u30'45" |
| Zilver | Learco Guerra     | z.t.     |
| Brons  | Georges Ronsse    | z.t.     |
| 4      | Kurt Stöpel       | +0'01"   |
| 5      | Allegro Grandi    | +0'05"   |
| 6      | Ricardo Montero   | +0'25"   |
| 7      | Mariano Cañardo   | +1'21"   |
| 8      | Alfred Hamerlinck | +1'25"   |
| 9      | Charles Pélissier | +1'45"   |
| 10     | Max Bulla         | +2'35"   |
|        |                   |          |
| 15     | Joep Franssen     | +13'00"  |

### Amateurs
| Wegrit |                   |          |
| Plaats | Naam              | Tijd     |
| Goud   | Giuseppe Martano  | 7u05'35" |
| Zilver | Eugenio Gestri    | z.t.     |
| Brons  | Rudolf Risch      | z.t.     |
| 4      | René Le Grevès    | +5'30"   |
| 5      | Albert Buchi      | z.t.     |
| 6      | Karl Thallinger   | z.t.     |
| 7      | Jean Helsen       | z.t.     |
| 8      | August Erne       | z.t.     |
| 9      | Pietro Bertolazzo | +7'35"   |
| 10     | Kurt Szenes       | z.t.     |
|        |                   |          |
| 15     | Willem Cober      | +14'06"  |